# Roňava
Roňava (ungarisch Ronyva) ist ein 51 Kilometer langer rechter Nebenfluss des Flusses Bodrog im Osten der Slowakei und im Nordosten Ungarns.

## Flusslauf
Der Fluss entspringt im Gebirge Slanské vrchy unterhalb des Bergs Bogota nahe der Gemeinde Slančík und fließt danach nach Süden, an den Orten Slanské Nové Mesto, Kuzmice, Kazimír und Michaľany vorbei, bevor er zum Grenzfluss zwischen der Slowakei und Ungarn wird. In diesem Bereich trennt er das slowakische Kleingebirge Zemplínske vrchy vom ungarischen Tokajer Gebirge. Bei Sátoraljaújhely / Slovenské Nové Mesto führen zwei Grenzübergänge über den Fluss. Südlich von Sátoraljaújhely zweigt ein linksufriger Arm ab, der gegen Osten fließt und bei Borša in den Bodrog mündet, während die nun ausschließlich in Ungarn fließende Ronyva ebendiesen Fluss nordöstlich von Sárospatak erreicht.

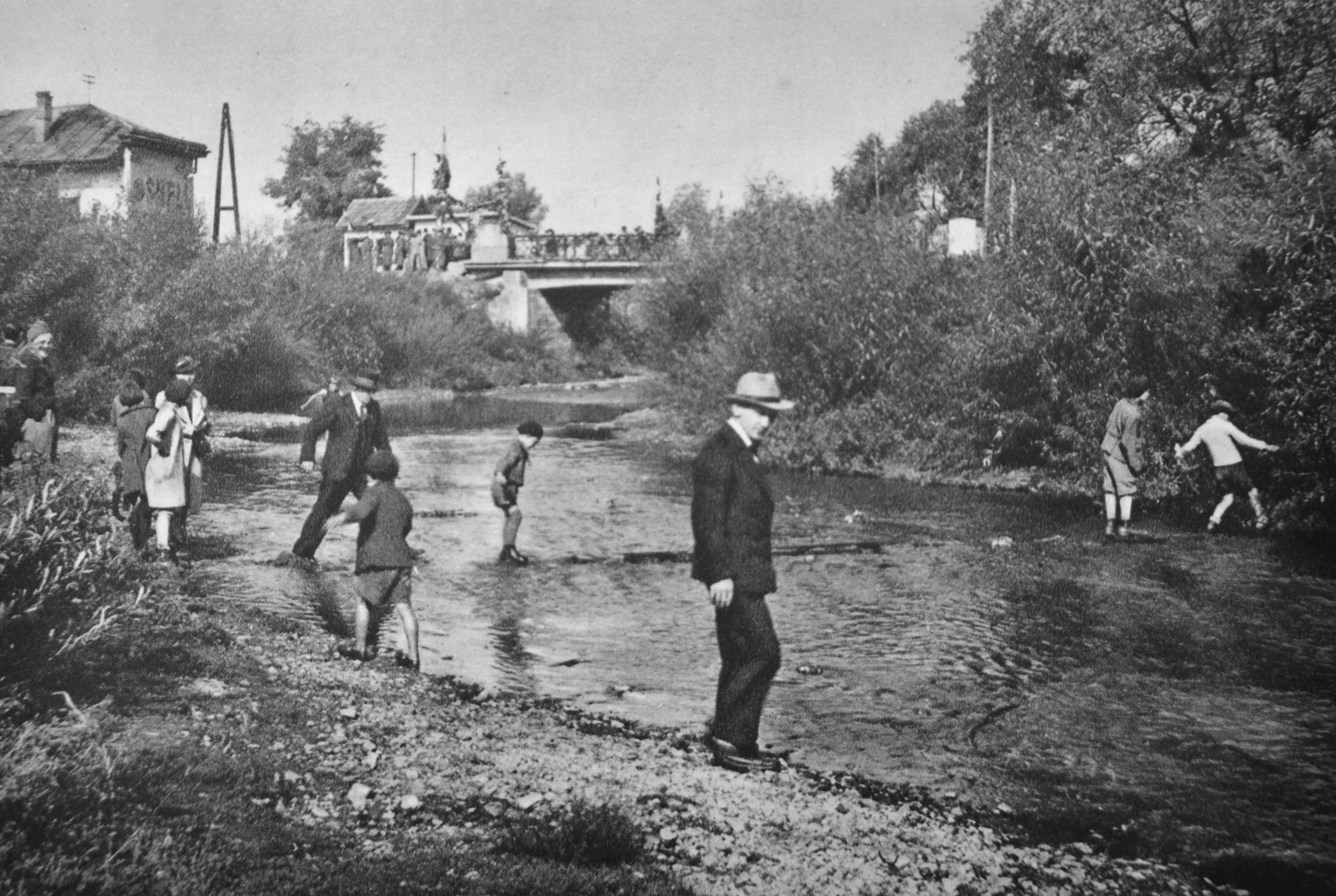
Der Fluss Ronyva bei Sátoraljaújhely (1938)
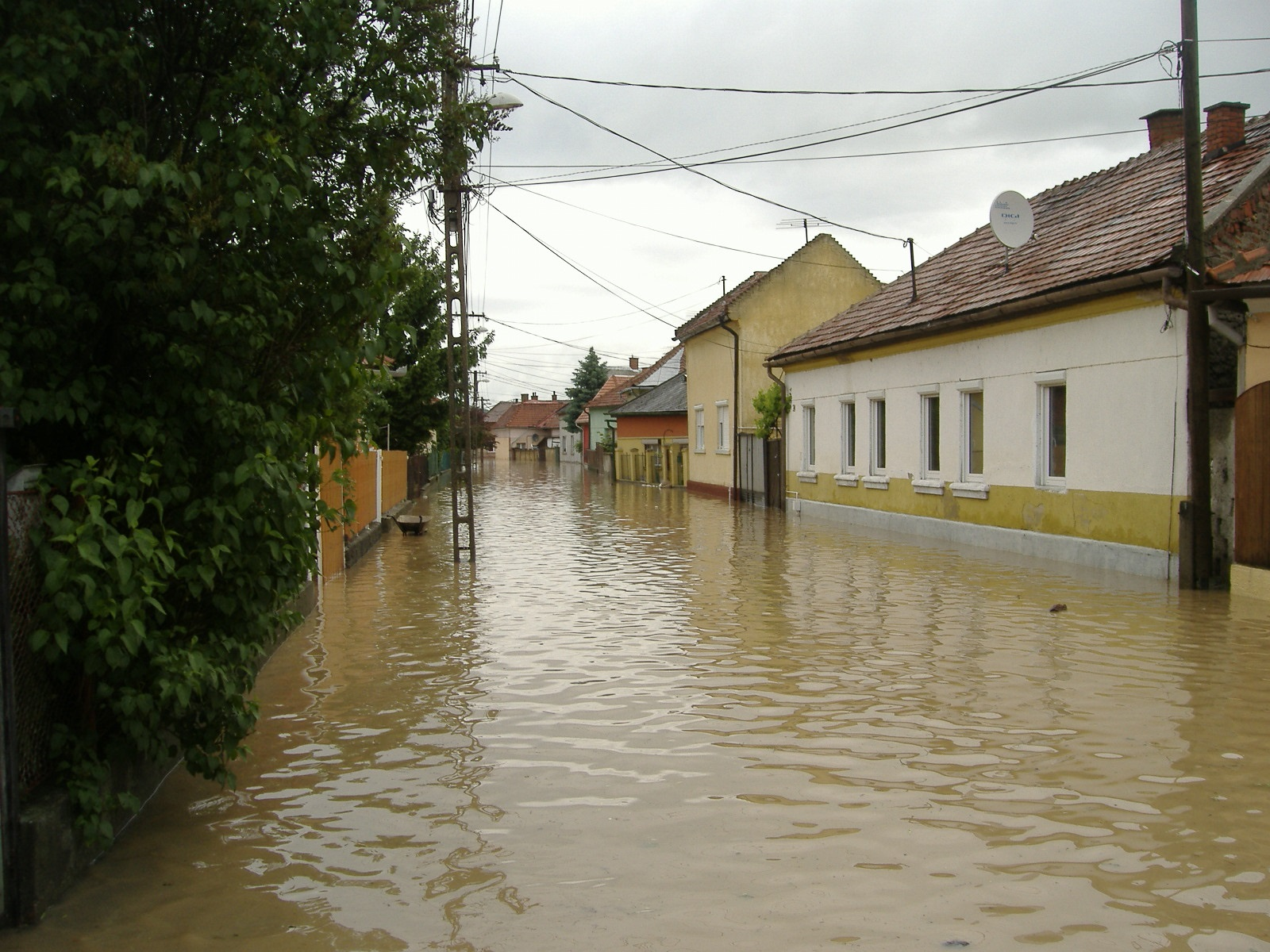
Hochwasser in Sátoraljaújhely durch den Fluss Ronyva